# Liste der Bodendenkmäler in Obersinn
Auf dieser Seite sind die Bodendenkmäler in dem unterfränkischen Markt Obersinn zusammengestellt. Diese Tabelle ist eine Teilliste der Liste der Bodendenkmäler in Bayern. Grundlage ist die Bayerische Denkmalliste, die auf Basis des Bayerischen Denkmalschutzgesetzes vom 1. Oktober 1973 erstmals erstellt wurde und seither durch das Bayerische Landesamt für Denkmalpflege geführt wird. Die folgenden Angaben ersetzen nicht die rechtsverbindliche Auskunft der Denkmalschutzbehörde.

## Bodendenkmäler in Obersinn

### Bodendenkmäler in der Gemarkung Forst Aura
| Lage                                | Objekt                                                    | Akten-Nr.     | Bild |
| ----------------------------------- | --------------------------------------------------------- | ------------- | ---- |
| Forst Aura Emmerichsthal (Standort) | Glashütte des späten Mittelalters und der frühen Neuzeit. | D-6-5723-0002 |      |
| Forst Aura Emmerichsthal (Standort) | Glashütte der frühen Neuzeit.                             | D-6-5723-0003 |      |